# 山門站
山門站（日语：／ Sammon eki */?）是位於京都府京都市左京區，屬於鞍馬山鋼索鐵道車站，並由鞍馬寺負責營運。本站相當於鞍馬鋼索鐵道的山下站，站名則取自鞍馬寺的山門（仁王門）。從此站可步行5分鐘前往鞍馬站轉乘叡山電鐵的鞍馬線。

## 歷史
- 1957年（昭和32年）1月1日 鞍馬山鋼索鐵道開通，車站啟用。
- 1992年（平成4年）「普明殿」建成，實際上為一座車站大樓。

## 車站構造
「普明殿」是在1992年完成的佛堂，同時成為本站的站房。1樓是正面入口，正面安置了佛像（毘沙門天）。在「牛若號III」時代，1樓設有「纜車接待處」，事實上為售票處，當向職員交付維護寺廟捐款（事實上為車費）後可得到車票。候車室位於一樓的右邊，乘車處位於後方。在候車室內設有纜車的資訊展版。在「普明殿」的2樓設有展覽空間。當從此站下車時，乘客需要經過2樓的展覽空間才能返回1樓。但是當乘客乘車時不需要經過該展覽空間，因此可以在候車時間前往2樓展覽空間參觀。
在2016年「牛若號IV」開始運行後，2樓變成了纜車的候車室和乘車處，原本的乘車處成為了下車乘客的出口。2樓的展覽空間規模縮小並遷移至1樓，2樓完全變成候車室。在樓梯上的地方有一座自動售票機，該處出售「捐贈票」，事實上這是一張車票。月台的柱子和扶手塗上了「牛若號III」時代的紅色，在改裝後變成了黑色。

## 車站周邊
- 鞍馬寺山門
- 由岐神社（日语：由岐神社）
- 京都府道38號京都廣河原美山線（日语：京都府道38号京都広河原美山線）（鞍馬街道）

## 相鄰車站
宗教法人鞍馬寺
鞍馬山鋼索鐵道
山門－多寶塔

## 外部連結
- 山內案內 | 總本山 鞍馬寺 （页面存档备份，存于）（日語）